# 赤飯
赤飯（せきはん）は、もち米にアズキやササゲを混ぜて蒸したおこわである。アズキやササゲの色が茹で汁に移り、それがもち米に吸収されるため、赤色を帯びた色になるのが特徴である。

## 概要

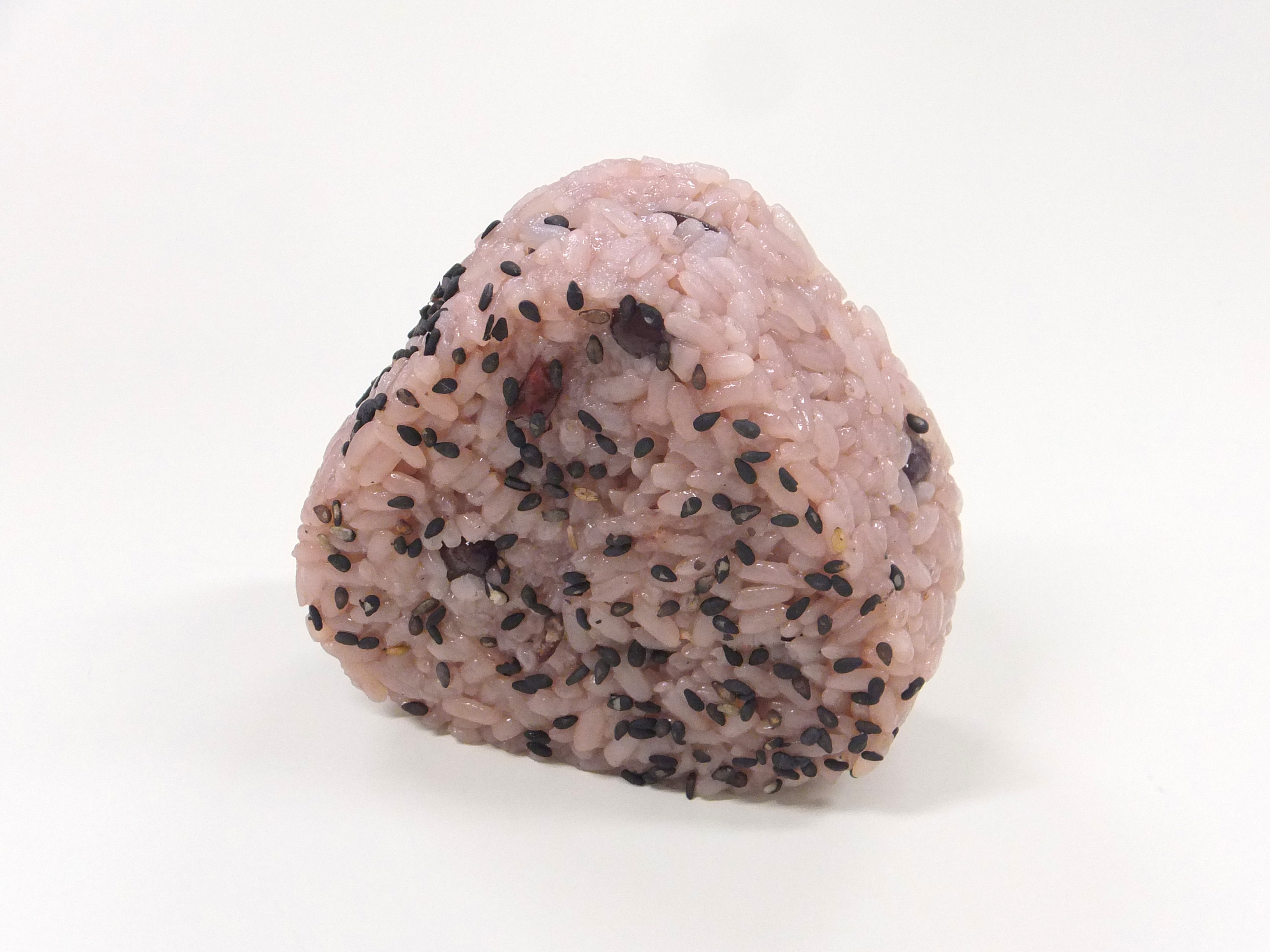
コンビニの赤飯おにぎり

ハレの日の食事として用いられる（吉事に用いられることが多いが凶事に用いる地域もある）他、栄養価が高い事から缶詰やフリーズドライ化された物も普及しており、非常食などとして用いられている。また、「赤飯おにぎり」「赤飯弁当」のように、一般食としてコンビニエンスストアやスーパーマーケット、駅売店で売られている事も多い。
呼称としては「せきはん」が一般的であるが、女房言葉として語頭に「お」をつけた「おせきはん」と呼ばれることもある。
明治頃までは、小豆などを混ぜた赤飯と、もち米を蒸したおこわは区別されていた。しかし、後に一部の地域で呼称が曖昧となり、現在も赤飯をおこわとよぶ地域が残っている。また、小豆などを入れた一般的な赤飯のみでなく、地域による差異もある。混合する具材の変化や調理法も蒸すのではなく炊くなど、日本国内の地域により多様な特色もみられ、「あかまんま」「あかごわ」などの呼び方もある。
赤飯に小豆ではなくササゲを用いる地域もある。小豆は水に浸して戻すための浸漬時間を長くするほど加熱中に割れる「胴切れ」が起きやすくなる。関東地方などでは小豆は皮が破れやすく「切腹に通じる」として武家では避けられ、小豆の代わりに皮が破れにくいササゲを用いる地域もある。

## 食べ方
食べるときには胡麻塩をふりかけるが、そのごまも切ったり炒ったりすると縁起が悪いとされ、そのまま用いる。祝いの席などで食べることが多いが、祝いの席に限らず、凶事の席（仏事など）に赤飯を食べる地域もある。

## 栄養価
同じ質量の一般的な白飯と比較してカロリーは1.2 - 1.5倍程度高くなるが、銅、たんぱく質、亜鉛などの栄養素が非常に高い。特に銅、たんぱく質は白飯よりも2倍近い栄養価がある。また、もち米を使用するため、でんぷんの一種であるアミロースが少ないので腹持ちが良いとされる。

## 赤飯の起源

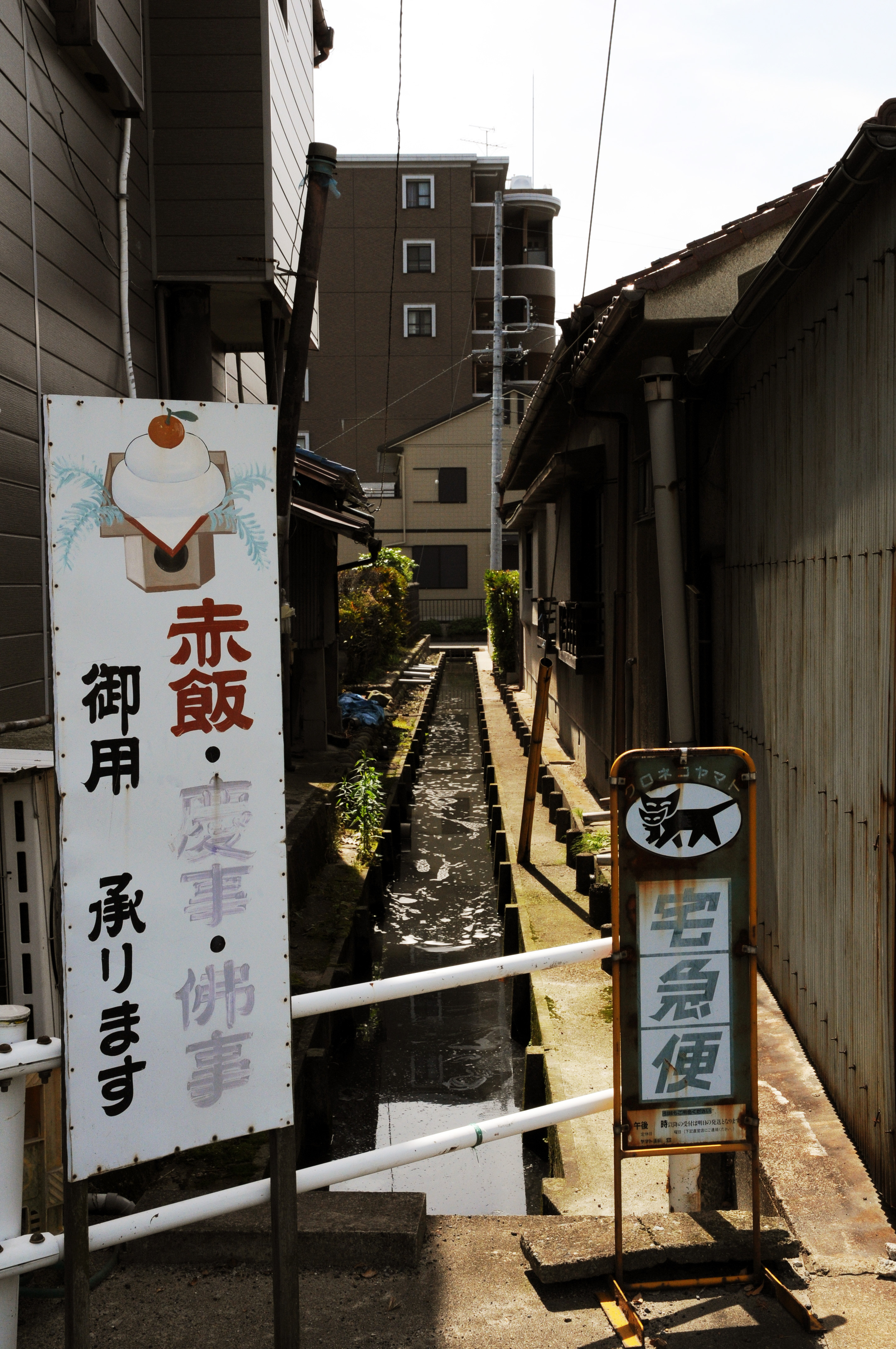
赤飯仕出しの看板

古代より赤い色には邪気を祓う力があるとされてきた。例えば墓室の壁画など呪術的なものに辰砂が多く使われ、また、日本神話の賀茂別雷命や比売多多良伊須気余理比売出生の話に丹塗矢（破魔矢の神話的起源）の伝承があることからも窺える。また、神道は稲作信仰を基盤として持ち（田の神など）、米はとても価値の高い食糧と考えられてきた。このため、古代には赤米（英: Camargue red rice）を蒸したものを神に供える風習があったようである（現在でもこの風習は各地の神社に残っている）。その際に、お供えのお下がりとして、人間も赤米を食べていたと想像される。

## 風習
現在は、祭りや誕生祝いなど吉事に赤飯を炊く風習が一般的である。しかし、江戸時代の文献『萩原随筆』に「凶事ニ赤飯ヲ用ユルコト民間ノナラワシ」と記されており凶事に赤飯を炊く風習がこの頃には既にあった。凶事に赤飯を炊く理由は不明ではあるが、赤色が邪気を祓う効果がある事を期待したためという説や、いわゆる「縁起直し」という期待を込めて赤飯が炊かれたとも。また、小豆の胴割れは「切腹」を連想するからとも考えられる。また、古くは凶事に赤飯を食べていたものが江戸中期に流行った言葉遊びの「災い転じて福となす」から、南天（難を転じる）を添え吉事に食べるように反転したという説もある。
伝承や歴史が明白となっている部分では、少なくとも12世紀には赤飯が供養に使われていたという事である。赤飯は宗教的な意味合いも強く、赤飯を用いた「赤飯供養」という風習が存在する。現在でもこの風習を伝えている代表的な神社仏閣に静岡県の蓮華寺や、神奈川県の御霊神社境内にある石上神社が7月に行う神事である石上神社例祭の「御供流し」がある。また、八王子城周辺の地区では八王子城が落城した際に多くの落人が御主殿の滝で自刃・処断されたという言い伝えから「あかまんま供養」という地域的に根付いている風習もある。
供養以外にも「竜を祭る」という風習では赤飯が8世紀から使われている事が確認されている。伝承として最も古くに伝わるのが九頭竜伝承として箱根の芦ノ湖の湖水祭に伝わる。御供船に三升三合三勺の赤飯と神酒を積み載せ、逆さ杉のところで湖底に沈め捧げる風習である。この風習が行われる以前は人身御供として若い娘が奉げられていたが、それを救うべく万巻上人が先述の通り御供船に三升三合三勺の赤飯と神酒を芦ノ湖に沈める風習へと変えた。又、同じく竜神（大蛇）を祭るという行事が静岡県の桜ヶ池で行われており、同様にお櫃に入れた赤飯を池に沈めて竜神に供え「お櫃納め」と呼ばれている。ただし、芦ノ湖と違うのが沈めたお櫃が数日後に空になって浮かんでくる点であり、その特異な現象から遠州七不思議の一つとして、あるいは「奇祭」の一つとして数えられている。この他にも群馬県伊勢崎市赤堀地区の長者である道元の娘が赤城山の小沼（コノ）に引き摺り込まれて竜神となったという伝承もあり、桜ヶ池と同様に重箱に入れた赤飯を沈めると翌日には空になった重箱だけ浮かんできたという。
また、千葉県船橋市金堀町や、福井県（嶺南・嶺北共に沿岸部）、神奈川県、富山県、石川県、新潟県などの一部の地区では長寿を全うして大往生した人物の葬儀で参列客に対し赤飯を出す風習も残っている。なぜ葬儀に赤飯を出すかは縁起も由来も不明となっているが、一説では天寿を全うした故人が旅立つ事や、その大往生の人生を祝うという意味が込められているといわれる。あるいは、先述のハレとケや供養とも関係があるともいわれる。
かつての武家では、成人の儀となる元服や祝いの席で赤飯が振る舞われた。禄高の低い武士であっても、江戸時代後期までこの習わしがあったことは、江原素六などの著名人回想録に度々みえる。女児の場合は、初潮や婚礼などを祝して赤飯を振る舞う家庭もあったが、現在ではこの風習を行う家庭は少なくなっている。
上記までの様々な風習でも分かるとおり、赤飯に纏わる風習は形を変えながら日本各地に存在している。

## 地域性

### 北海道
甘納豆赤飯
北海道や山梨県には、甘納豆を赤飯に入れる風習がある。室町時代に甲斐国（山梨県）南部の人たちが移住した青森県の一部でも、この風習が残っている。小豆やささげなどの一般的な赤飯も現存するが、甘納豆（花豆、金時豆など）を用いる場合がある。甘納豆を用いる場合は赤色に着色されないため、食紅が用いられる。
甘納豆は、炊き（蒸し）上がった状態の赤飯に加えて混ぜたり、添えるのが通例である（豆を一緒に炊き（蒸し）上げた場合、豆が溶けるため）。出来上がったものには、紅しょうがをスライスまたは刻んだものが添えられ、胡麻塩がふりかけられる。
北海道の小売店
スーパーなどの惣菜コーナーでは、一般的な赤飯と一緒に販売されている。また、コンビニでは甘納豆赤飯のおにぎりが販売されている。

### 青森県
砂糖を使用した甘めの味付けである。
また、青森県南部地方には、南部煎餅に甘い赤飯を挟んだ「こびりっこ」（せんべいおこわ）と呼ばれる郷土料理がある。

### 秋田県
秋田県の県南部（大仙市、横手市、湯沢市など）では、大量の上白糖を入れた非常に甘い赤飯をつくることで知られている。赤飯の他に、炊き込みご飯、ポテトサラダ、太巻き寿司にも大量の砂糖を入れる。トマトに砂糖をかけて食べる者も多い。
なお、この現象は同じ秋田県でも県南部に限られ、秋田市をはじめとした県央部、能代市、大館市などの県北部では、砂糖の少ない普通の赤飯が好まれている。

### 東京都
東京都ではアズキの代わりにササゲが使われることがある。アズキは煮ると皮が破れやすく、破れた皮が切腹を連想させることから、煮ても皮が破れないササゲが使用されている。

### 千葉県
千葉県の一部では、特産の落花生が用いられる。

### 新潟県中越地方

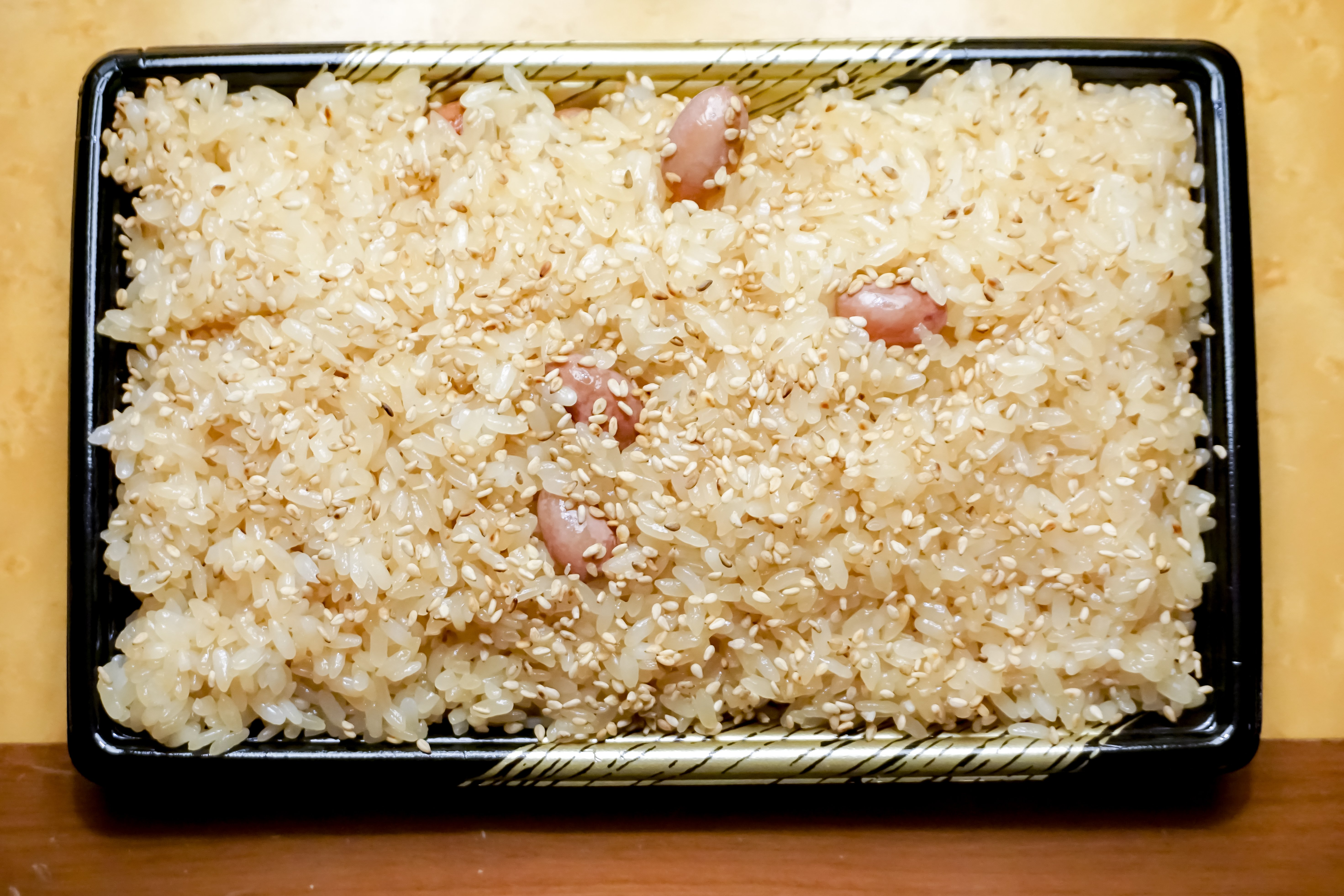
醤油赤飯

新潟県長岡市に伝わる郷土料理「しょうゆおこわ」は、金時豆を入れ醤油で色付けしたおこわであるが、「醤油赤飯」や「長岡赤飯」とも呼ばれる。醤油で色付けされているため茶色になる。この地域では「赤飯」といえばこの醤油味のおこわのことである。醤油味のおこわを食する地域は新潟県内に他にもあるが、これを赤飯と呼ぶのは長岡のみである。長岡では結婚式の引き出物にも用いられる。
確かな文献は発見されていないが、発祥には以下のような説がある。
- 長岡ではささげが採れなかったため、もち米に色付けするのに身近にある醤油を用いた。
- 摂田屋（せったや）といった醸造の町があり、醤油造りが盛んだったから。
- 江戸時代に越後長岡藩の藩主が大阪相撲の力士を連れて来たのがきっかけで、藩主から醤油や味噌を造る許可を得た元力士が店の前にあった寺に醤油を譲り、その力士が醤油で味付けした米を信徒に提供したことから。

### 山梨県
山梨県では主に南アルプス市、甲斐市、山梨市、甲府市において、甘納豆を用いた赤飯「甘納豆のお赤飯（あまなっとうのおせきはん）」がハレの日の食事として食されている。そのままではもち米が赤くならないため、食紅を用いて色付けする。味は甘く、ごま塩をかけて食べると甘塩っぱくなって美味いと地元では人気がある。この地域の和菓子店やスーパーマーケットでは甘い甘納豆のお赤飯の他に、甘くない通常の赤飯との両方が販売されている。
山梨県はこの「甘納豆のお赤飯」を「特選 やまなしの食」に選定している。（#北海道も参照）

### 長野県
長野県東信地方では小豆の代わりに花豆を用いたおこわが食される。小豆の栽培が少ないことによる。南信地方を中心として、餡の代わりに赤飯を包んだ饅頭の「赤飯饅頭」が見られる。

### 福井県大野市
福井県大野市では、さといもをころ煮にして、もち米・小豆と一緒に蒸した「さといもの赤飯」が作られている。

### 徳島県鳴門市
徳島県鳴門市では、「ごま砂糖」をかけて食べる習慣がある。